# Steve Jablonsky
Steve Jablonsky (ur. 9 października 1970 w Stanach Zjednoczonych) – amerykański kompozytor filmowy i telewizyjny, twórca muzycznych kompozycji komputerowych.
Zdobywca dwóch nagród BMI Film Music Award (za ścieżki dźwiękowe do filmów Teksańska masakra piłą mechaniczną i Transformers) oraz dwukrotny współlaureat nagrody BMI TV Music Award (w 2005 i 2008 roku za muzykę do serialu Gotowe na wszystko).

## Dyskografia

### Ścieżki dźwiękowe

#### Filmy i seriale
- Border to Border (1998), reż. Thomas Whelan
- Sorrow's Child (1998), reż. Unjoo Moon
- Lost Subs: Disaster Under the Sea (2002)
- Hostage (2002), reż. John Woo
- Na żywo z Bagdadu (Live from Baghdad, 2002), reż. Mick Jackson
- Teksańska masakra piłą mechaniczną (The Texas Chainsaw Massacre, 2003), reż. Marcus Nispel
- Gotowe na wszystko (Desperate Housewives, od 2004) (serial TV)
- Steamboy (Suchîmubôi, 2004), reż. Katsuhiro Ōtomo
- Wyspa (The Island, 2005), reż. Michael Bay
- The Source of Evil (2005), reż. Greg Carson
- Threshold (2005) {serial TV)
- Amityville (film 2005) (The Amityville Horror, 2005), reż. Andrew Douglas
- Teksańska masakra piłą mechaniczną: Początek (The Texas Chainsaw Massacre: The Beginning, 2006), reż. Jonathan Liebesman
- Him and Us (2006), reż. Charles Shyer
- Transformers (2007), reż. Michael Bay
- D-War: Wojna smoków (D-War, 2007), reż. Shim Hyung-rae
- Autostopowicz (The Hitcher, 2007), reż. Dave Meyers
- Piątek, trzynastego (Friday the 13th, 2009), reż. Marcus Nispel
- Transformers: Zemsta upadłych (Transformers: Revenge of the Fallen, 2009), reż. Michael Bay
- Transformers 3 (Transformers: Dark of the Moon, 2011), reż. Michael Bay
- Battleship: Bitwa o Ziemię (2012) reż. Peter Berg
- Gra Endera (2013)
- Sztanga i cash (2013) reż. Michael Bay
- Transformers: Wiek zagłady (Tranformers: Age of Extinction, 2014), reż. Michael Bay
- Łowca czarownic (The Last Witch Hunter, 2015), reż. Breck Eisner
- Żywioł: Deepwater Horizon (Deepwater Horizon, 2016) reż. Peter Berg
- Transformers: Ostatni rycerz (Transformers: The Last Knight, 2017) reż. Michael Bay

#### Gry komputerowe
- Command & Conquer 3: Wojny o tyberium (Command & Conquer 3: Tiberium Wars, 2007)
- Transformers: The Game (2007)
- Command & Conquer 3: Gniew Kane’a (2008)
- Gears of War 2 (2008)
- The Sims 3 + dodatki (2009-2013)